# Sanchibre
Sanchibre (Oudegyptisch: s ՚nḫ ib r՚) was een oud-Egyptische koning (farao) in de tweede tussenperiode. Hij geldt als negentiende heerser van de 14e dynastie en regeerde in de 17e eeuw v.Chr.
Sankhibre was de opvolger van Djedkherure en werd opgevolgd door Kanefertumre.

## Bron
- Narmer.pl